# Merindad de Río Ubierna
Merindad de Río Ubierna – gmina w Hiszpanii, w prowincji Burgos, w Kastylii i León, o powierzchni 275,23 km². W 2011 roku gmina liczyła 1411 mieszkańców.